# 광엽초본

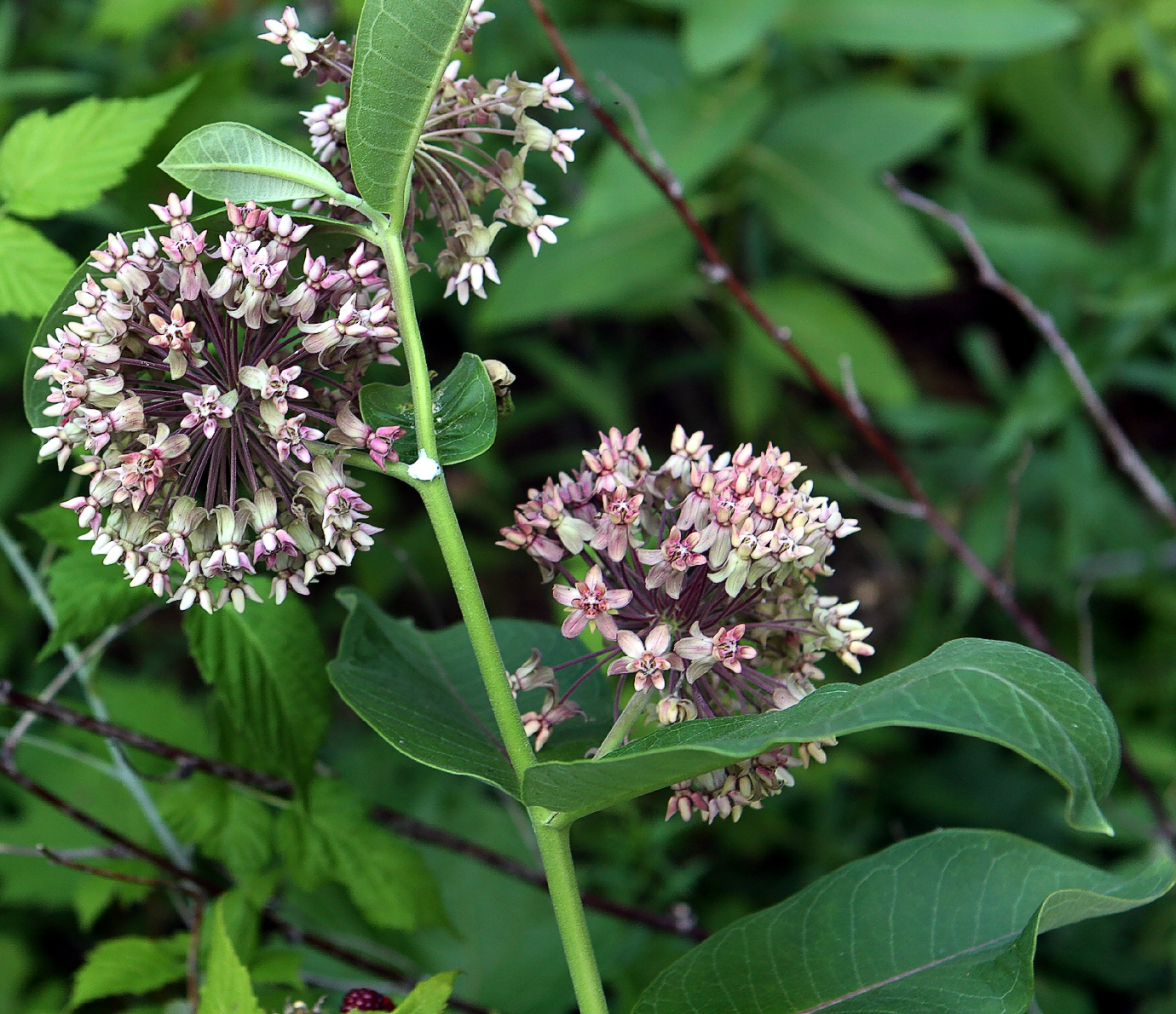
밀크위드.

광엽초본(forb)은 협엽초본(화초[grasses], 사초[sedges], 인초[rushes] 등)이 아닌 초본식물이다.

## 길드
광엽초본은 길드 (생태학)(대체로 유사한 성장 형태를 가진 식물 종 그룹)의 구성체이다. 생태학의 특정 맥락에서는 길드 구성이 유기체 간의 분류학적 관계보다 더 중요할 수 있다.

## 예시
- 쥐꼬리망초과
- 번행초과
- 비름과
- 미나리과
- 협죽도과
- 박주가리아과
- 국화과
- 봉선화과
- 베고니아과
- 지치과
- 배추과
- 회양목과
- 초롱꽃과
- 삼과
- 석죽과
- 비름과
- 클루시아과
- 메꽃과
- 돌나물과
- 박과
- 새삼속
- 진달래과
- 대극과
- 콩과
- 용담과
- 쥐손이풀과
- 개미탑과
- 꿀풀과
- 통발과
- 림난테스과
- 아마과
- 부처꽃과
- 아욱과
- 뽕나무과
- 분꽃과
- 바늘꽃과
- 열당과
- 괭이밥과
- 양귀비과
- 자리공과
- 질경이과
- 갯질경과
- 꽃고비과
- 마디풀과
- 앵초과
- 미나리아재비과
- 레세다과
- 장미과
- 꼭두서니과
- 현삼과
- 가지과
- 팥꽃나무과
- 쐐기풀과
- 마편초과
- 제비꽃과
- 남가새과

## 같이 보기
- 쌍떡잎식물
- 초본식물